# Pentopetia pinnata
Pentopetia pinnata är en oleanderväxtart som beskrevs av Julien Noël Costantin och Gallaud. Pentopetia pinnata ingår i släktet Pentopetia och familjen oleanderväxter. Inga underarter finns listade i Catalogue of Life.